# Ludger Pickenäcker
Ludger Pickenäcker (* 8. Februar 1965) ist ein ehemaliger deutscher Fußballspieler. 

## Werdegang
Der Stürmer Ludger Pickenäcker begann in der Jugend von Eintracht Datteln und wechselte als A-Jugendlicher zur SpVgg Erkenschwick. Ab 1984 spielte er für Germania Datteln und fiel zwei Jahre später bei einem Probetraining beim VfL Bochum durch. 1987 ging Pickenäcker dann zu Preußen Münster in die seinerzeit drittklassige Oberliga Westfalen. Mit den Preußen wurde er 1988 und 1989 jeweils Meister. Während die Mannschaft 1988 noch in der Aufstiegsrunde zur 2. Bundesliga an Hertha BSC und Eintracht Braunschweig scheiterte, setzten sich die Münsteraner im zweiten Versuch durch und stiegen auf. 
In der 2. Bundesliga kam Pickenäcker nur auf fünf Einsätze, in denen er ohne Torerfolg blieb. Daraufhin wechselte er 1990 zum Oberligisten ASC Schöppingen und wurde mit seiner neuen Mannschaft auf Anhieb Vizemeister hinter dem SC Verl. Pickenäcker wurde darüber hinaus mit 18 Treffern Torschützenkönig der Liga. Nachdem sich der ASC Schöppingen 1992 aus der Oberliga zurückgezogen hatte, wechselte Pickenäcker für ein Jahr zum Ligarivalen VfL Gevelsberg, bevor er 1993 zur SpVgg Erkenschwick wechselte. Ab 1994 ließ er seine Karriere bei Davaria Davensberg und seinem Heimatverein Eintracht Datteln ausklingen. 
Ludger Pickenäcker ist verheiratet, hat zwei Söhne und lebt in Lüdinghausen. Er studierte Zahnmedizin und betreibt eine Zahnarztpraxis in Olfen.

## Erfolge
- Aufstieg in die 2. Bundesliga 1989
- Meister der Oberliga Westfalen 1988, 1989